# Wærstan
Wærstan († zwischen 910 und 918) war Bischof von Sherborne. Er wurde zwischen 910 und 918 zum Bischof geweiht und trat sein Amt im gleichen Zeitraum an. Er starb zwischen 910 und 918.